# Костянтин I (юдик Галлури)
Костянтин I (італ. Costantino I; д/н — бл. 1080) — юдик (володар) Галлурського юдикату у 1065—1080 роках.

## Життєпис
Походив зі знатного пізанського роду Герардески. Відомості про нього обмежені. Посів трон Галлури у 1065 року, після смерті Убальдо I, що був, імовірно, його тестем. У 1073 році в листі папи римського Григорія VII вперше згадується «Галлура».
Закріпив союз з Пізою і Папським престолом, запрошуючи священників з пізанської архієпархії. Активно впроваджував григоріанські реформи в своїх володіннях. Розпочав перехід з грецького (візантійського) церковного обряду на римський (латинський). За Костянтина I встановлено перші контакти з монастирем Монте-Кассіно. Помер близько 1080 року. Спадкував йому Торкіторіо I.